# Глибока Велика
Глибока Велика — річка в Україні, в Олевському районі Житомирської області. Ліва притока Уборті (басейн Прип'яті).

## Опис
Довжина річки приблизно 2,7 км.

## Розташування
Бере початок на південному сході від Будків. Тече переважно на південний схід і на південно-західній стороні від Хмелівки впадає у річку Уборть, праву притоку Прип'яті. 
Річку перетинає автомобільня дорога Т 0615.